# Большое Костино
Большое Костино — деревня в Грязовецком районе Вологодской области на реке Лухта.
Входит в состав Комьянского муниципального образования, с точки зрения административно-территориального деления — в Комьянский сельсовет.
Расстояние по автодороге до районного центра Грязовца — 22,5 км, до центра муниципального образования Хорошево — 3 км. Ближайшие населённые пункты — Арефино, Малое Костино, Аграфенка, Большое Денисьево.
По переписи 2002 года население — 6 человек.